# Jusant (jeu vidéo)
Pour l’article homonyme, voir Jusant.
Jusant est un jeu vidéo d'escalade, développé et édité par Don't Nod Entertainment, sorti le 31 octobre 2023 pour Xbox Series, PlayStation 5 et Microsoft Windows. Le joueur contrôle un vagabond solitaire (dont le genre n'est pas spécifié) alors qu'il escalade une tour isolée, remplie d'artefacts de civilisations passées.

## Univers
L'action de Jusant prend place dans un univers fantastique. La trame est centrée sur la recherche de l'eau par le protagoniste dans un monde qui l'a mystérieusement perdue.

## Système de jeu
Jusant se déroule dans un monde ouvert déterminé par une tour à escalader. Le joueur contrôle son personnage en vue à la troisième personne. Le monde est divisé en différents biomes, chacun avec des mécanismes et des défis de traversée uniques. Au fur et à mesure que le joueur grimpe sur la tour, il en apprend davantage sur la civilisation qui y résidait et sur ce qu'il est advenu d'eux. Les gâchettes de la manette sont utilisées pour placer une main en grimpant. Le joueur peut placer des pitons avec un bouton, les rattraper s'ils tombent ou manquent d'endurance. Il est impossible de mourir dans le jeu.
En maintenant un bouton enfoncé, le personnage du joueur saute, utilisant une grande quantité d'endurance dans le processus. Périodiquement, le joueur peut laisser tomber des cordes dans les zones qu'il a déjà traversées, ce qui facilite son retour.

## Développement
Le développement de Jusant débute en 2020, lors de la pandémie de Covid-19, lorsque la direction de Don't Nod Entertainment charge une partie du studio sur un nouveau projet. Aussi, certains membres de l'équipe ont participé au développement du jeu Life Is Strange et d'autres à Life Is Strange 2. Le projet doit uniquement respecter un budget et un temps d'heures de travail prédéfinis ainsi qu'une approche narrative, propre à la ludothèque du studio français depuis la création de la série épisodique Life Is Strange. Autrement, la direction laisse une grande liberté à l'équipe dans la création de Jusant. Néanmoins, les développeurs souhaitent se démarquer des précédents jeux d'aventure graphique du studio en se centrant plus sur le gameplay.
Dès la genèse du jeu, il est décidé que Jusant soit dépourvu de dialogues, par conséquent, il s'appuie fortement sur une narration environnementale dans une ambiance calme et apaisante, et dont l'équipe s'est inspirée de Journey,.
Le concept principal du jeu est l'escalade. Or, le game design s'appuie sur une verticalité et amène le studio à se réorganiser : « c’était un changement complet de mode de production pour nous [...] alors que le jeu d’escalade était un concept totalement nouveau pour nous ». En outre, la conception s'effectue à partir du moteur Unreal Engine, alors qu'il est plutôt propice au déplacement d'un personnage jouable sur un plan horizontal (comme la grande majorité des jeux vidéo). En outre, selon le concepteur principal Sofiane Saheb, l'équipe choisit rapidement une mécanique d'escalade entre un Assassin's Creed (à la prise en main plutôt simple) et à l'opposé QWOP : « nous voulions trouver un juste milieu qui n’était pas totalement automatisé, mais qui demandait un certain doigté dans le gameplay, quelque chose de physique ». Un prototype jouable, où le joueur gravit la montagne avec le contrôle des deux mains et des deux jambes du personnage, est abandonnée pour éviter une escalade trop lente et désordonnée. Ainsi, l'équipe préfère seulement un système de prises à deux mains via deux gâchettes qui correspond mieux à sa vision du gameplay.
Sur le plan artistique, le jeu est influencé par Grow Home, Death Stranding, le visuel simplifié d'Inside ainsi que les mouvements d'escalade de The Climb. La trame du jeu est partiellement inspirée de La Horde du Contrevent, œuvre d'Alain Damasio (qui est aussi l'un des cofondateurs de Don't Nod), dont le livre raconte l'histoire d'un groupe d'élite, formé dès l'enfance à faire face à un monde balayé par des rafales, afin de mener une expédition vers l'origine du vent.
Par ailleurs, Jusant prend place dans un monde ouvert dans lequel les développeurs souhaitent immerger le joueur en lui donnant la possibilité de le contempler. Cela se traduit par une distance de vue maximisée afin que le joueur observe au plus haut son objectif à atteindre et admire au plus bas la progression déjà effectuée par son personnage.
Au plus fort de la conception du jeu, l'équipe est composée d'une quarantaine de développeurs. En effet, le studio développe en parallèle les jeux Harmony: The Fall of Reverie (en) et Banishers: Ghosts of New Eden.

## Commercialisation
Jusant est officiellement annoncé par Don't Nod en juin 2023. Une démo du jeu est sortie sur Steam peu de temps après l'annonce.
Lors du jour de sa sortie le 31 octobre 2023 sur Xbox Series, le jeu est disponible aux abonnés du Xbox Game Pass.

## Accueil
Eurogamer, jouant en avant-première à une version plus ancienne, apprécie le système d'escalade, le comparant à Grow Home : « cette pression sur les déclencheurs le rend également densément physique. Je ressens, en quelque sorte, l'épuisement du grimpeur, parce que je saisis cette chose avec lui ».
Dans une communication financière en septembre 2024, l'entreprise Don't Nod annonce que les ventes de Jusant se sont révélées être très en-dessous de ses attentes.